# Grant Wilson
Grant Steven Wilson (Rhode Island, 3 luglio 1974) è il vice-fondatore di The Atlantic Paranormal Society (TAPS) la quale ha sede a Warwick, Rhode Island.
È stato anche uno degli investigatori del programma televisivo Ghost Hunters.

## Biografia
Lui e sua moglie Reanna hanno tre figli. Dopo un inizio carriera nel web design, Wilson è diventato un idraulico e lavora per la Roto-Rooter, una grande azienda di servizio idraulico con sede a Cincinnati, Ohio. I suoi hobby sono scrivere e i giochi da tavolo, così come suonare e comporre musica su vari strumenti tra cui chitarra e pianoforte.

## Carriera
Wilson e Jason Hawes (fondatore della TAPS), sono da tempo idraulici. I due sono anche vice-proprietari della Spalding Inn con sede a Whitefield, New Hampshire. Wilson, Hawes, e gli altri membri della comunità paranormale danno di frequente lezioni a scuole e a convegni sul paranormale. Wilson è anche disponibile per delle indagini sui fantasmi e sui fenomeni paranormali nelle abitazioni private, e così insieme a Hawes hanno raccolto fondi per varie associazioni di beneficenza, come Cure Kids Cancer e Shriners Hospitals for Children.
Hawes e Wilson partecipano anche ad eventi riguardo ai fantasmi creati appositamente per il pubblico pagante. Più recentemente la TAPS ha offerto un evento unico organizzato dai suoi membri. Gli eventi hanno guadagnato sempre più popolarità nel corso degli anni con celebri ospiti televisivi. La TAPS ospita gli eventi in luoghi come la Stanley Hotel in Colorado, RMS Queen Mary ocean liner in California, e Buffalo Central Terminal a Buffalo, New York.
Il 15 febbraio 2012, durante un episodio (stagione 8, episodio 6) di Ghost Hunters, Wilson ha annunciato che avrebbe lasciato Ghost Hunters per motivi personali, tra cui quello di lavorare sui propri progetti. Il 16 maggio 2012, l'episodio dodicesimo della ottava stagione di Ghost Hunters era l'ultimo per Wilson. Ora è il vicepresidente della Rather Dashing Games.
In un'intervista su una radio inglese, Grant Wilson ha descritto alcuni dei casi più spaventosi che aveva vissuto durante un episodio di Ghost Hunters. Ha inoltre parlato della propria vita dopo Ghost Hunters, nonché della propria band e dei romanzi di fantasia.